# Olula del Río
Olula del Río er en by og kommune i det sydøstlige Spanien i provinsen Almería. Den har et indbyggertal på 6.429 (2024) indbyggere.